# 第二次世界大战抵抗运动
在第二次世界大战期间，抵抗运动在每一个占领区，从不合作、提供假情报、政治宣传到藏匿失事飞行员甚至直接武装夺取据点，以许多不同的形式发生。在许多国家，抵抗运动同时也被称作地下运动。
较为出名的抵抗运动包括南斯拉夫游击队、波兰家乡军、苏联游击队、法国抵抗运动、意大利CLN、挪威抵抗运动、希腊抵抗运动以及荷兰抵抗运动。
多数国家的抵抗运动都旨在抗击轴心国侵略者，而在德国亦有自己的反纳粹运动。英国虽然在战争期间未被占领，却也做好了在德国入侵的情况下进行抵抗运动的准备，称“预备部队”。许多旨在建立外国抵抗运动或支持现有外国抵抗运动的组织也建立起来，例如英国的特别行动处和美国的战略情报局。
抵抗同盟国入侵的抵抗运动也是存在的。在意属东非，当意大利在东非战役中被击败后，一些意大利人便在当地组织进行游击战以抵抗英国（1941年－1943年）。纳粹亦有反盟军的抵抗运动“狼人”，但从未成氣候。爱沙尼亚、拉脱维亚和立陶宛的“森林兄弟”对苏联占领的抵抗一直持续到了60年代。在战争期间和战后，类似的反苏联抵抗运动也在罗马尼亚、波兰、保加利亚、乌克兰和车臣有所发生。而日本虽然以“战至最后一人”而闻名，残留抵抗的日本兵却往往是受个人因素激励，有组织的日本抵抗运动并不存在。